# Calendario bengalí
El calendario bengalí también llamado calendario de Bangla (বঙ্গাব্দ Bônggabdô o Banggabda), es el calendario solar, que se utiliza en Bangladés y algunos estados del este de la India (Bengala Occidental, Assam, Tripura). Suele iniciarse el día 14 de abril en Bangladés y el 15 de abril en la India.
El Año Nuevo en el calendario bengalí es conocido como Pohela Boishakh, y constituye una gran fiesta nacional que logra unir una población de grandes diferencias religiosas.
En el año 1987 se realizó una revisión del calendario bengalí que se adoptó como el calendario oficial en Bangladés.

## Historia

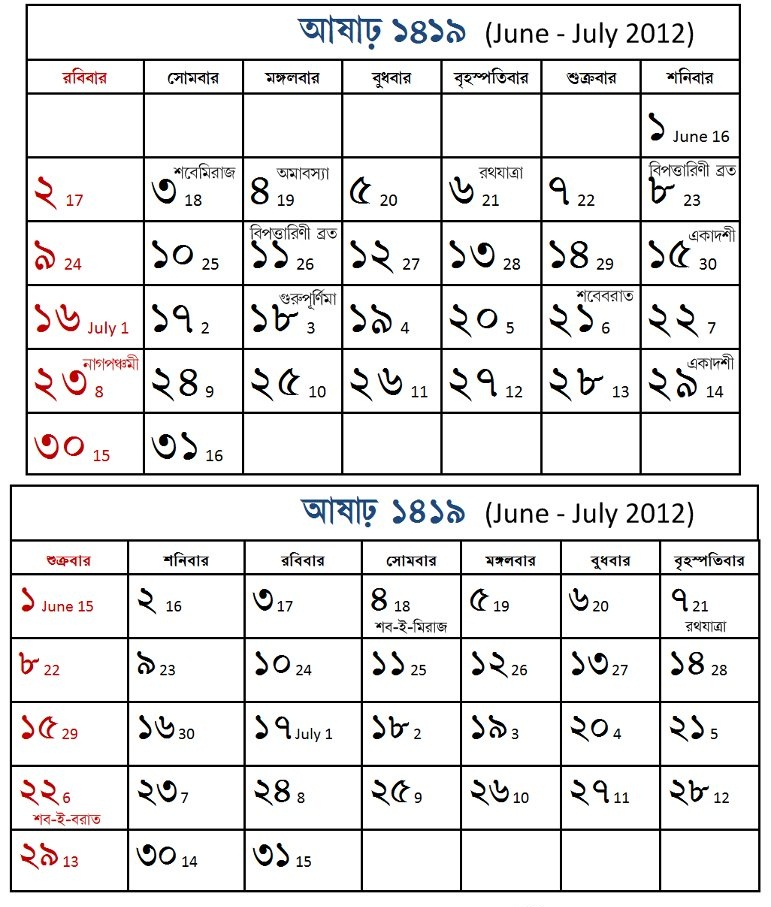
Mes bengalí de Ashar, 1419 que muestra la diferencia entre los calendarios bengalí tropical sideral tradicional y moderno.

El emperador Mughal Akbar (perteneciente a la dinastía mogol, la cual gobernó la mayor parte del subcontinente indio durante tres siglos (1526-1707)) introdujo el año calendario bengalí y la celebración de Pohela Boishakh, como inicio del Año Nuevo bengalí, que ahora se considera como una parte integral del patrimonio cultural los bengalíes. El punto de partida de la era bengalí se estima en el 594 de la era cristiana, durante el reinado del Rey Shoshangko de la antigua Bengala, considerándose este año el inicio de la era bengalí.

## Organización

### Estaciones
El calendario bengalí consiste en 6 estaciones (invierno, verano, otoño y primavera), cada estación que consta de dos meses, comenzando el Boishakh, cuyo primer día es la fiesta de Pohela Boishakh.

### Meses
| Nombre del mes (Bengalí) | Romanización del bengalí | Días (India) | Días (Bangladés, después de 1987) | Estación tradicional en Bengala       | Nombre del mes (Calendario gregoriano) | Nombre del mes (Bengalí) Romanización del bengalí  | Nombre del mes (Sánscrito, Hindú Vikrami lunar) |
| ------------------------ | ------------------------ | ------------ | --------------------------------- | ------------------------------------- | -------------------------------------- | -------------------------------------------------- | ----------------------------------------------- |
| বৈশাখ                      | Bôishakh                 | 30.950       | 31                                | গ্রীষ্ম (Grishshô) Verano                | abril-mayo                             | বিশাখা Bishakha                                       | Vaisākha                                        |
| জ্যৈষ্ঠ                     | Jyôishţhô                | 31.429       | 31                                | গ্রীষ্ম (Grishshô) Verano                | mayo-junio                             | জ্যেষ্ঠা Jyeshţha                                      | Jyeshta                                         |
| আষাঢ়                      | Ashaŗh                   | 31.638       | 31                                | বর্ষা (Bôrsha) Estación lluviosa/Monzón | junio-julio                            | উত্তরাষাঢ়া Uttôrashaŗha                                | Āshāda                                          |
| শ্রাবণ                     | Shrabôn                  | 31.463       | 31                                | বর্ষা (Bôrsha) Estación lluviosa/Monzón | julio-agosto                           | শ্রবণা Shrôbôna                                      | Shraavana                                       |
| ভাদ্র                      | Bhadrô                   | 31.012       | 31                                | শরৎ (Shôrôt) Otoño                    | agosto-septiembre                      | পূর্বভাদ্রপদ Purbôbhadrôpôd                            | Bhādra                                          |
| আশ্বিন                     | Ashshin                  | 30.428       | 30                                | শরৎ (Shôrôt) Otoño                    | septiembre-octubre                     | অশ্বিনী Oshshini                                      | Ashwina                                         |
| কার্তিক                     | Kartik                   | 29.879       | 30                                | হেমন্ত (Hemonto) Estación seca          | octubre-noviembre                      | কৃত্তিকা Krittika                                      | Kartika                                         |
| অগ্রহায়ণ                   | Ôgrôhayôn                | 29.475       | 30                                | হেমন্ত (Hemonto) Estación seca          | noviembre-diciembre                    | মৃগশিরা (a.k.a. অগ্রহায়ণী) Mrigoshira(a.k.a. Ogrohayoni) | Agrahayana                                      |
| পৌষ                       | Poush                    | 29.310       | 30                                | শীত (Shīt) Invierno                    | diciembre-enero                        | পুষ্যা Pushya                                         | Pausha                                          |
| মাঘ                       | Magh                     | 29.457       | 30                                | শীত (Shīt) Invierno                    | enero-febrero                          | মঘা Môgha                                           | Māgha                                           |
| ফাল্গুন                     | Falgun                   | 29.841       | 30 / 31                           | বসন্ত (Bôsôntô) Primavera              | febrero-marzo                          | উত্তরফাল্গুনী Uttorfalguni                              | Phālguna                                        |
| চৈত্র                      | Chôitrô                  | 30.377       | 30                                | বসন্ত (Bôsôntô) Primavera              | marzo-abril                            | চিত্রা Chitra                                         | Chaitra                                         |

### Días
El calendario bengalí utiliza la semana de siete días como muchos otros calendarios. El día comienza y termina al amanecer en el calendario bengalí, a diferencia del calendario gregoriano, donde el día empieza a medianoche.
Según algunos estudiosos, en el calendario originalmente introducido por Akbar en el año 1584 [AD], contaba con un nombre diferente para cada día del mes, lo cual suponía una gran complejidad para su uso, por ello,  su nieto Shah Jahan cambió este sistema por otro consistente en una semana de 7 días al estilo del calendario occidental.
1. Rabi para el Sol (domingo)
2. Som para la Luna (lunes)
3. Mangal para Marte (martes)
4. Budh para Mercurio (miércoles)
5. Brihaspati para Júpiter (jueves)
6. Shukra para Venus (viernes)
7. Shani para Saturno (sábado).